# Rune Stylander
Rune Bernhard Stylander, född 28 maj 1917 i Norrköping, död 26 mars 1973 i Boo församling, Nacka kommun, var en svensk skådespelare och regiassistent. 

## Filmografi (urval)
- 1941 – Det sägs på stan
- 1943 – Det brinner en eld
- 1944 – Flickan och Djävulen
- 1944 – Den osynliga muren
- 1944 – Kärlekslivets offer
- 1944 – Prins Gustaf
- 1945 – Tre söner gick till flyget
- 1945 – Brott och Straff
- 1945 – Änkeman Jarl
- 1946 – När ängarna blommar
- 1946 – Djurgårdskvällar
- 1946 – 91:an Karlsson. "Hela Sveriges lilla beväringsman"
- 1946 – Begär
- 1947 – Krigsmans erinran
- 1947 – Konsten att älska
- 1947 – Kronblom
- 1948 – Loffe på luffen
- 1948 – Lars Hård
- 1948 – Loffe som miljonär
- 1949 – Smeder på luffen
- 1949 – Bara en mor
- 1949 – Gatan
- 1949 – Pappa Bom
- 1949 – Bohus Bataljon
- 1950 – Till glädje
- 1950 – Regementets ros
- 1950 – Två trappor över gården
- 1951 – Det var en gång en sjöman
- 1951 – Puck heter jag
- 1952 – Kalle Karlsson från Jularbo
- 1953 – Skuggan
- 1953 – Vägen till Klockrike
- 1954 – Hjälpsamma herrn
- 1954 – Café Lunchrasten
- 1954 – Gud Fader och tattaren
- 1954 – Herr Arnes penningar
- 1954 – Gula divisionen
- 1955 – Den underbara lögnen
- 1955 – Älskling på vågen
- 1955 – Finnskogens folk
- 1955 – Åsa-Nisse ordnar allt
- 1955 – Janne Vängman och den stora kometen
- 1956 – Ett kungligt äventyr
- 1956 – Främlingen från skyn
- 1969 – Bokhandlaren som slutade bada

## Teater

### Roller (ej komplett)
| År   | Roll                                       | Produktion                                                                | Regi                | Teater                           |
| ---- | ------------------------------------------ | ------------------------------------------------------------------------- | ------------------- | -------------------------------- |
| 1939 | Kommissarien                               | Vi tjuvar (Fric-Frac) Édouard Bourdet                                     | Sandro Malmquist    | Nya Teatern                      |
| 1941 | Bonden                                     | Lek ej med kärleken (On ne badine pas avec l'amour) Alfred de Musset      | Per-Axel Branner    | Nya Teatern                      |
| 1941 | Bengtsson                                  | En spöksonat August Strindberg                                            | Ingmar Bergman      | Medborgarteatern                 |
| 1941 | Demetrius                                  | En midsommarnattsdröm (A Midsummer Night's Dream) William Shakespeare     | Ingmar Bergman      | Sagoteatern                      |
| 1941 | Provaren                                   | Christina August Strindberg                                               | Per-Axel Branner    | Nya Teatern                      |
| 1942 | Lebemannen                                 | Kaspers död Ingmar Bergman                                                | Ingmar Bergman      | Stockholms studentteater         |
| 1943 | Värden                                     | Strax innan man vaknar Bengt Olof Vos                                     | Ingmar Bergman      | Stockholms studentteater         |
| 1943 | Lindquist                                  | Tivolit Ingmar Bergman                                                    | Ingmar Bergman      | Stockholms studentteater         |
| 1944 | Maurice                                    | Hotellrummet (La chambre d'hotel) Pierre Rocher                           | Ingmar Bergman      | Boulevardteatern                 |
| 1944 |                                            | Spelhuset Hjalmar Bergman                                                 | Ingmar Bergman      | Dramatikerstudion                |
| 1944 | Vargen                                     | Rödluvan och vargen (Rotkäppchen) Robert Bürkner                          | Ingmar Bergman      | Boulevardteatern                 |
| 1947 | Mr Hopper                                  | Solfjädern (Lady Windermere's Fan) Oscar Wilde                            | Martha Lundholm     | Vasateatern                      |
| 1948 | Philip Evans                               | Gröna hissen (Fair and Warmer) Avery Hopwood                              | Martha Lundholm     | Vasateatern                      |
| 1948 | Peter Shay                                 | Jane W. Somerset Maugham                                                  | Ernst Eklund        | Vasateatern Även turné           |
| 1949 | Charles Dupont                             | Inte för er, mina damer (N´ecoutez pas, Mesdames) Sacha Guitry            | Martha Lundholm     | Vasateatern                      |
| 1950 | En uttråkad herre                          | Dafne (Daphne Laureola) James Bridie                                      | Ernst Eklund        | Vasateatern                      |
| 1951 | Williams                                   | Vem är Sylvia? (Who is Sylvia?) Terrence Rattigan                         | Martha Lundholm     | Vasateatern                      |
| 1952 | O'Hara                                     | Regn (Rain) John Colton och Clemence Randolph                             | Martha Lundholm     | Vasateatern                      |
| 1953 |                                            | Saken är Oscar (Anything Goes) P.G. Wodehouse, Guy Bolton och Cole Porter | Georg Funkquist     | Oscarsteatern                    |
| 1954 |                                            | Rövarna på Hunneberg Rune Lindström                                       | Sandro Malmquist    | Skansens friluftsteater          |
| 1958 |                                            | Järnvattnet i Madrid (El acero de Madrid) Lope de Vega                    | Sandro Malmquist    | Riksteatern                      |
| 1960 |                                            | Så tuktas en argbigga (The Taming of the Shrew) William Shakespeare       | Sandro Malmquist    | Riksteatern                      |
| 1960 | Jørgen                                     | På tre man hand (Tre maa man være) Jens Locher                            | Gösta Terserus      | Parkteatern                      |
| 1970 | Dogen Cosimo di Medici Francesco Barberini | Galilei (Leben des Galilei) Bertolt Brecht                                | Torsten Sjöholm     | Norrköping-Linköping stadsteater |
| 1972 | Vatelin                                    | Fruar på vift (Le dindon) Georges Feydeau                                 | Lars-Levi Læstadius | Helsingborgs stadsteater         |